# Elias Petropoulos
Elias Petropoulos (en grec moderne : Ηλίας Πετρόπουλος / Ilías Petrópoulos, né à Athènes le 26 juin 1928 et mort à Paris 5e le 3 septembre 2003,) est un auteur, folkloriste et historien urbain grec. Se décrivant lui-même comme un « anthropologue urbain » et de l'antipoésie, il a écrit sur des aspects de la vie grecque auparavant rarement abordés tant qu'objets d'étude sérieux. Parmi ces sujets, l'argot, la musique LGBT, les toxicomanes et les criminels. Certains de ses livres, considérés comme immoraux sous la dictature des Colonels (1967-1974), lui ont valu des amendes et des peines de prison, ce qui l'a finalement poussé à quitter la Grèce pou venir s'établir en France en 1974 où il a passé le restant de sa vie.

### Ouvrages publiés
- Καλιαρντά 2ème. ed, Athènes, Kedros, 1971.
- Une chanson macabre : témoignage du goy Elias Petropoulos concernant les sentiments anti-juifs en Grèce. Avec un post-scriptum de Pierre Vidal-Naquet, textes traduits du grec et du français par John Taylor. Paris : [sn], 1985 (Paris : Atelier Mérat)
- Vieille Salonique. Athènes, Kédros, 1980.
- Rebetika : chansons de l'ancien monde souterrain grec traduites par John Taylor, illustrées par Alekos Fassianos. Londres, Alcyon Art Editions, 1992. (ISBN 1-874455-01-5)
- Ρεμπέτικα τραγούδια . 2e éd., Athènes, Kedros, 1983.
- Songs of the Greek Underworld:  The Rebetika Tradition. Traduction avec introduction et complément. texte d'Ed Emery. Londres, Saqui Books, 2000.

### Filmographie
- Elias Petropoulos, un monde souterrain, réalisateur : Kalliopi Legaki , productrice : Maria Gentekou, 2005.